# Daniel García-Peña
Daniel García-Peña Jaramillo (n. 1957) es un historiador, académico, periodista, diplomático y político colombiano, miembro del movimiento político Pacto Histórico. Desde julio de 2024 es el embajador de Colombia ante los Estados Unidos.

## Biografía
Sirvió como Alto Comisionado de Paz para el gobierno de Ernesto Samper entre agosto de 1995 y agosto de 1998, fue director de Planeta Paz y profesor del Departamento de Ciencia Política de la Universidad Nacional de Colombia. Se graduó como historiador en el Belmont College de Carolina del Norte, en Estados Unidos. Fue también Profesor de Historia de la Universidad de los Andes y participa como analista político en programas de opinión en medios impresos, radio y televisión. Fue consejero de la Alianza Democrática M-19 para una comisión especial legislativa.
En el 2002, García-Peña dirigió la campaña política de Luis Eduardo Garzón a la Presidencia de Colombia durante las elecciones presidenciales de Colombia de 2002. En el 2003 dirigió la campaña de Garzón a la Alcaldía de Bogotá durante las elecciones regionales en Colombia.
Fue secretario general del Polo Democrático Alternativo (PDA), a pesar de la oposición interna que suscitó entre corrientes polistas del Moir y Polo del Sur. García-Peña renunció el 9 de junio de 2008.
Fue director de relaciones internacionales de la alcaldía de Gustavo Petro hasta su renuncia en el año 2012 tras diferencias con el mandatario. En 2023 fue cónsul de Colombia en París. En el 2024 el presidente Gustavo Petro anunció su designación como Viceministro de Relaciones Exteriores pero no asumió, puesto que decidió designarlo como embajador de Colombia en Estados Unidos. Se posesionó el 3 de julio de 2024.

## Familia

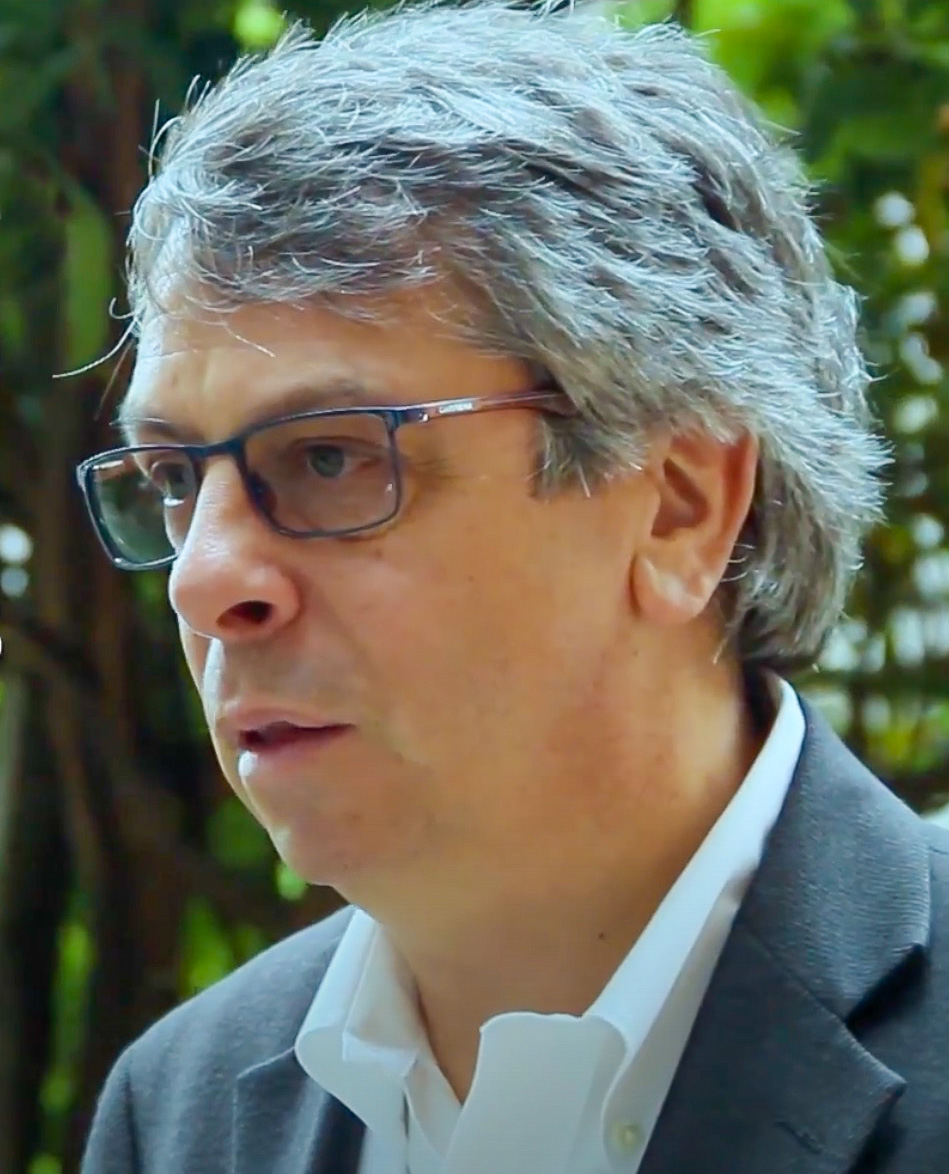
Rodrigo Pardo, su primo.

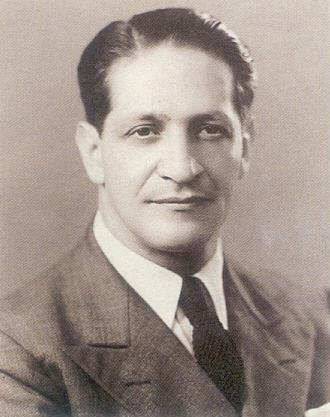
El abuelo de su esposa, Jorge Eliecer Gaitán.

Daniel García-Peña es hijo del político Roberto García-Peña Archila y de su esposa Dora Jaramillo Campo, siendo hermano de Roberto García-Peña. 
Su padre era hijo del periodista y abogado Roberto García-Peña Burbano. Por ese parentesco, Daniel es primo de los periodistas Rodrigo Pardo García-Peña y Roberto Posada García-Peña (hijo del exministro y escritor colombiano Jaime Posada Díaz). 

### Matrimonio y descendencia
Daniel contrajo matrimonio con su pariente lejana, María Gaitán Valencia (nacida Valencia Gaitán). Daniel y María son padres de Manuela García-Peña Gaitán.
Gaitán es hija de los políticos de izquierda Luis Emiro Valencia y Gloria Gaitán Jaramillo, esta última hija del exalcalde de Bogotá Jorge Eliecer Gaitán. El asesinato de Gaitán el 9 de abril de 1948 desencadenó el período de violencia más intenso en la historia de Colombia, partiendo de El Bogotazo.  La esposa de Gaitán, Amparo Jaramillo Jaramillo, estaba emparentada con el exministro Jaime Jaramillo Arango y María Cristina Arango (esposa de Misael Pastrana y madre de Andrés Pastrana Arango), y la periodista Virginia Vallejo García.